# Scoparia thomealis
Scoparia thomealis là một loài bướm đêm trong họ Crambidae.